# دایره ساعتی

دایره ساعتی

دایرهٔ ساعتی (به انگلیسی: Hour circle)، معادل آسمانی یک نصف‌النهار زمینی است که یک جرم سماوی در آن موقعیت قرار گرفته‌است. بعبارتی یک دایره عظیمه بر کره سماوی، عمود بر استوای سماوی که از دو قطب شمال و جنوب سماوی عبور کرده و یک جرم سماوی بر آن قرار گرفته‌است. فاصلهٔ زاویهٔ نصف‌النهار ناظر با نصف‌النهار جرم سماوی (دایرهٔ ساعتی) را زاویه ساعتی می‌گویند که از شرق به غرب اندازه‌گیری می‌شود.